# Элвин, Джо
Джо́зеф Мэ́ттью Э́лвин (англ. Joseph Matthew Alwyn; род. 21 февраля 1991, Лондон, Англия, Великобритания) — английский актёр. Снимался в таких картинах, как «Долгая прогулка Билли Линна в перерыве футбольного матча», «Операция «Финал»», «Фаворитка» и «Гарриет». Элвин является обладателем таких наград, как Приз Шопар 71-го Каннского кинофестиваля и премия «Грэмми» в категории «Лучший альбом года» за продюсирование альбома Тейлор Свифт Folklore.

## Биография
Элвин родился и вырос в Лондоне. Его мать — психотерапевт, а отец — режиссёр документального кино. Он учился в школе Лондонского Сити. Элвин с детства хотел быть актёром и, будучи подростком, он присоединился к Национальному молодёжному театру. В 2012 году окончил Бристольский университет, где изучал английскую литературу и драму, и позже получил степень бакалавра в области актёрского мастерства в Центральной школе сценической речи и драматического искусства.
Спустя две недели после выпуска из школы, в начале 2015 года, Элвин получил главную роль в фильме «Долгая прогулка Билли Линна в перерыве футбольного матча». В 2017 году он исполнил роль второго плана в фильме «Предчувствие конца».
В 2018 году Элвин появился в фильмах «Операция „Финал“», «Стёртая личность», «Фаворитка» и «Две королевы».
Элвин выступил сопродюсером песен «Exile», «Betty», «My Tears Ricochet», «August», «This Is Me Trying» и «Illicit Affairs» в альбоме Тейлор Свифт Folklore. Он также выступил одним из авторов песен «Exile» и «Betty» под псевдонимом Уильям Боуверри. Folklore получил премию «Грэмми» в категории «Лучший альбом года» на 63-й церемонии вручения наград в 2021 году. Элвин (под псевдонимом Боуверри) также выступил соавтором песен «Champagne Problems», «Coney Island» и титульной песни во втором альбоме Тейлор Свифт, вышедшем в 2020 году, Evermore.

## Личная жизнь
С 2016 по 2023 год Элвин встречался с американской певицей Тейлор Свифт. Исполнительница посвятила Элвину множество своих песен, которые вошли в её альбомы reputation, Lover, folklore, evermore и Midnights. В некоторых из них актёр также числится как соавтор и сопродюсер.

## Фильмография

### Кино
| Год  | Название на русском языке                                | Оригинальное название           | Роль                                              | Режиссёр          | Примечания |
| ---- | -------------------------------------------------------- | ------------------------------- | ------------------------------------------------- | ----------------- | ---------- |
| 2016 | Долгая прогулка Билли Линна в перерыве футбольного матча | Billy Lynn’s Long Halftime Walk | Билли Линн                                        | Энг Ли            |            |
| 2017 | Предчувствие конца                                       | The Sense of an Ending          | Эдриан Финн                                       | Ритеш Батра       |            |
| 2018 | Операция «Финал»                                         | Operation Finale                | Клаус Эйхман                                      | Крис Вайц         |            |
| 2018 | Стёртая личность                                         | Boy Erased                      | Генри Уоллес                                      | Джоэл Эдгертон    |            |
| 2018 | Фаворитка                                                | The Favourite                   | Сэмюэл Мэшэм                                      | Йоргос Лантимос   |            |
| 2018 | Две королевы                                             | Mary Queen of Scots             | Роберт Дадли                                      | Джози Рурк        |            |
| 2019 | Гарриет                                                  | Harriet                         | Гидеон Бродесс                                    | Кейси Леммонс     |            |
| 2020 | Мисс Американа                                           | Miss Americana                  | В роли самого себя                                | Лана Уилсон       | Камео      |
| 2021 | Последнее письмо от твоего любимого                      | Last Letter from Your Lover     | Лоуренс Стерлинг                                  | Августин Фриззелл |            |
| 2021 | Сувенир: Часть 2                                         | The Souvenir Part II            | Макс                                              | Джоанна Хогг      |            |
| 2022 | Звёзды в полдень                                         | Stars at Noon                   | Дэниел                                            | Клер Дени         |            |
| 2024 | Виды доброты                                             | Kinds of Kindness               | оценщик коллекционных предметов / Джерри / Джозеф | Йоргос Лантимос   |            |
| 2024 | Бруталист                                                | The Brutalist                   | Гарри Ли Ван Бюрен                                | Брэд Корбет       |            |
| 2025 | Хамнет                                                   | Hamnet                          |                                                   | Хлоя Чжао         |            |
|      | Гамлет                                                   | Hamlet                          | Лаэрт                                             | Анил Кариа        |            |
|      | Паникуйте осторожно                                      | Panic Carefully                 |                                                   | Сэм Эсмэйл        |            |

### Телевидение
| Год  | Название на русском языке | Оригинальное название      | Роль         | Примечания  |
| ---- | ------------------------- | -------------------------- | ------------ | ----------- |
| 2019 | Рождественская песнь      | A Christmas Carol          | Bob Cratchit | мини-сериал |
| 2022 | Разговоры с друзьями      | Conversations with Friends | Ник          | мини-сериал |

## Награды и номинации
| Год  | Премия          | Категория          | Номинант | Результат | Примечание | Источник |
| ---- | --------------- | ------------------ | -------- | --------- | ---------- | -------- |
| 2018 | Trophée Chopard | Открытие года      | н/д      | Победа    | н/д        | [ 17 ]   |
| 2021 | Грэмми          | Лучший альбом года | Folklore | Победа    | Продюсер   | [ 13 ]   |